# Osice (potok)
Osice – potok, lewy dopływ Dunajca, obecnie uchodzący do zatoki Wronina na Jeziorze Czorsztyńskim.
Potok wypływa na wysokości około 647 m po zachodniej stronie przełęczy Snozka Zamecka w granicach wsi Czorsztyn w województwie małopolskim, w powiecie nowotarskim, w gminie Czorsztyn. Spływa w kierunku zachodnim, następnie południowo-zachodnim i pod Zamkiem Czorsztyn uchodzi do zatoki Wronina. Następuje to na wysokości 510–534 m, w zależności od poziomu wody na sztucznym zbiorniku wodnym, jakim jest Jezioro Czorsztyńskie.
Potok ma długość około 1,3 km. Cały jego bieg znajduje się w Pieninach Czorsztyńskich we wsi Czorsztyn. Jego koryto na całej długości biegnie w lesie.